# アックイ・テルメ
アックイ・テルメ（伊: Acqui Terme）は、イタリア共和国ピエモンテ州アレッサンドリア県にある、人口約20,000人の基礎自治体（コムーネ）。

## 地理

### 位置・広がり
| 隣接するコムーネは以下の通り。括弧内のATはアスティ県所属を示す。 - アーリチェ・ベル・コッレ - カステル・ロッケーロ (AT) - カヴァトーレ - グロニャルド - メラッツォ - モンタボーネ (AT) - リカルドーネ - ストレーヴィ - テルツォ - ヴィゾーネ |

### 地震分類
イタリアの地震リスク階級 (it) では、3 に分類される
。

## 行政

### 分離集落
アックイ・テルメには、以下の分離集落（フラツィオーネ）がある。
- Lussito, Moirano, Ovrano

## 姉妹都市
- ジェノヴァ、イタリア
- アルゴストリ、ギリシャ